# هیستوریا دامیاتینا
تاریخ و فتح دمیاط (لاتین: Historia Damiatina) نوشته و اثر اولیور پادربورنی، استاد الهیات و کشیش کلیسای کلن که در قرن ۱۳ از جانب پاپ اینوسنت سوم مأمور تبلیغ برای تهییج مردم برای حضور در جنگ صلیبی پنجم شد. وی همچنین در شورای لاتران به عنوان نماینده کلیسای کلن حضور داشت. وی در جریان محاصره دمیاط به اسارات مسلمانان درآمد اما پس از پایان یافتن جنگ آزاد شد و به اروپا بازگشت و این کتاب را به عنوان شرح خاطرات و مشاهدات عینی خود نوشت. این کتاب مشتمل بر یک مقدمه و ۸۹ فصل کوتاه است که اولیور در آن مقدمات و علل آغاز جنگ و ذکر شرح حوادث جنگ به همراه جزئیات را ذکر کرده‌است.